# Herminium jaffreyanum
Herminium jaffreyanum är en orkidéart som beskrevs av George King och Robert Pantling. Herminium jaffreyanum ingår i släktet honungsblomstersläktet, och familjen orkidéer. Inga underarter finns listade i Catalogue of Life.